# Ksenija Jorsch
Ksenija Jorsch (belarussisch Ксенія Ёрш, engl. Transkription Kseniya Yersh; * 20. Januar 2001) ist eine belarussische Tennisspielerin.

## Karriere
Jorsch begann mit sechs Jahren mit dem Tennisspielen und spielt hauptsächlich Turniere auf der ITF Women’s World Tennis Tour, bei der sie bislang drei Doppeltitel gewann.
2015 spielte sie bei den Les Petits As.

## Turniersiege

### Doppel
| Nr. | Datum           | Turnier  | Kategorie | Belag             | Partnerin       | Finalgegnerinnen                 | Ergebnis          |
| --- | --------------- | -------- | --------- | ----------------- | --------------- | -------------------------------- | ----------------- |
| 1.  | 22. Januar 2022 | Kasan    | ITF W15   | Hartplatz (Halle) | Anna Ukolowa    | Polina Jazenko Darja Kudaschowa  | 6:70, 6:3, [10:7] |
| 2.  | 10. August 2024 | Tbilisi  | ITF W15   | Hartplatz         | Sofya Gapankova | Maria Sholokhova Elina Zakharova | 6:2, 6:3          |
| 3.  | 31. August 2024 | Monastir | ITF W15   | Hartplatz         | Sofya Gapankova | Zeel Desai Celine Simunyu        | 6:2, 6:3          |